# دمای عشق
دمای عشق (کره‌ای: 사랑의 온도; لاتین‌نویسی اصلاح‌شده: Sarang-ui Ondo) یک مجموعه تلویزیونی محصول کره جنوبی سال ۲۰۱۷ به نویسندگی ها میونگ هی و با بازی سو هیون جین، یانگ سه جونگ، کیم جه ووک و جو بو آه است. این مجموعه برپایهٔ رمانی از نویسندهٔ این مجموعه است که در سال ۲۰۱۴ منتشر شد. دمای عشق از ۱۸ سپتامبر تا ۲۱ نوامبر ۲۰۱۷، روزهای دوشنبه و سه‌شنبه ساعت ۲۲:۰۰ (کی‌اس‌تی) از اس‌بی‌اس پخش شد.

## بازیگران

### اصلی
- سو هیون جین در نقش لی هیون سو / جین (یوزر نیم)[۷]
- یانگ سه جونگ در نقش اوه جونگ سوپ / گود سوپ (یوزر نیم)[۷]
- کیم جه ووک در نقش پارک جونگ وو[۸]
- جو بو آه در نقش جی هونگ آه[۸]

## تولید
- نقش‌های اول مرد و زن در ابتدا به پارک بو گوم و سونگ هه کیو در مارس ۲۰۱۷ پیشنهاد شد، اما هردوی آنها رد کردند.[۹][۱۰]
- سو هیون جین و یانگ سه جونگ پیش از این در دکتر رمانتیک (۲۰۱۶) همبازی بودند.[۱۱]
- اولین جلسه فیلم‌نامه خوانی گروه بازیگران در ۳۰ ژوئیه ۲۰۱۷ انجام شد. فیلم‌برداری در ۹ اوت در گانگنام، سئول، کره جنوبی آغاز شد.[۱۲][۱۳][۱۴]